# Халзан (сомон)
Халзан (монг. Халзан) — сомон Сухе-Баторського аймаку Монголії. Територія 3,8 тис. км², населення 2,2 тис. чол. Центр — селище Хатавч на відстані 71 км від Баруун-Урт і 585 км від Улан-Батора.

## Рельєф
Гори Ундурчулуут (1212 м), Шов дог (1110 м), Хутулхолбоо (1146 м), Цагаан Унур (1168 м). Більшу частину території займають долини Салхит, Белгехийн ширее, Шуут, Сайншанд, Хужир шанд, Хатавч, Халзаншанд, Уушийн Цагаан. Є солоні озера.

## Корисні копалини
Біотит, залізна руда, вугілля, хімічна та будівельна сировина.

## Клімат
Різкоконтинентальний клімат, середня температура січня −20 °C, липня +20-22 °C, протягом року в середньому випадає 150–210 мм опадів.

## Тваринний світ
Водяться козулі, лисиці, вовки, корсаки, манули, зайці, тарбагани.

## Соціальна сфера
Є школа, лікарня, майстерні, сфера обслуговування.